# Rio Quija
O Rio Quija é um curso de água do arquipélago de São Tomé e Príncipe, localizado no distrito de Caué, ilha de São Tomé, corre para Sul até encontrar o mar entre a Praia da Palma e a Praia da Pipa depois de receber as águas do Rio Água Diogo Pena e de atravessar junto à localidade de São Miguel e o Monte Rosa, frente ao ilhéu Gabado.